# 名和長憲

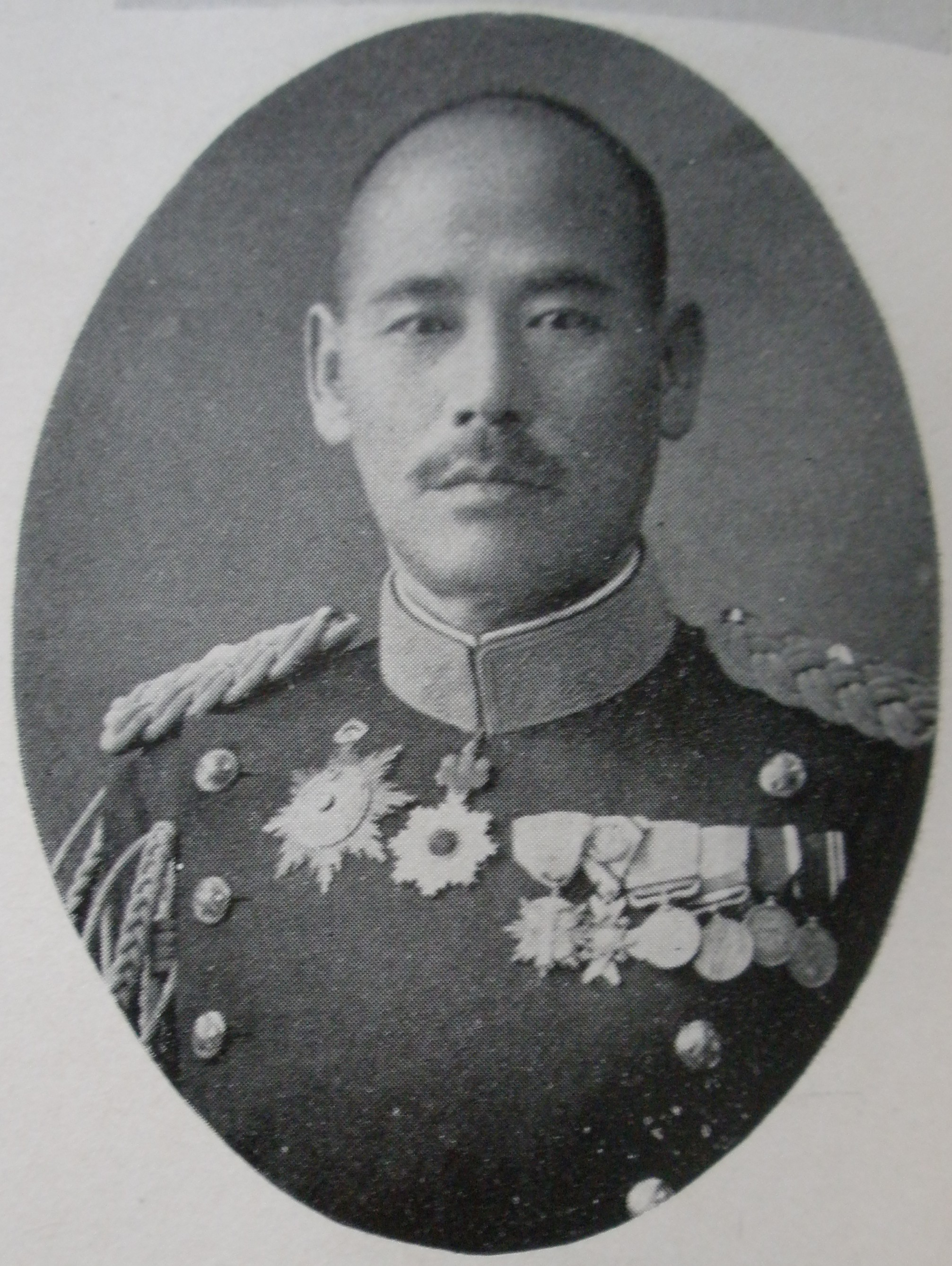
名和長憲（大正頃）

名和 長憲（なわ ながのり、1864年3月12日（文久4年2月5日）- 1939年（昭和14年）7月20日）は、日本の陸軍軍人、政治家、華族。陸軍少将、貴族院男爵議員、東京府荏原郡大井町長。旧姓・友清、旧名・庫蔵。

## 経歴
柳河藩士・友清貞治の二男として生まれ、同藩士・名和長恭（のち名和神社宮司、男爵）の養子となる。養父の死去に伴い、1898年11月14日、家督を相続し男爵を襲爵した。
1888年、陸軍士官学校（旧10期）を卒業し、同年7月28日、陸軍騎兵少尉に任官。以後、騎兵第4大隊中隊長、東宮武官、陸軍士官学校教官、騎兵実施学校教官などを経て、騎兵第1連隊長に就任し日露戦争に出征。南山の戦い、旅順攻囲戦、奉天会戦などに参戦した。
その後、近衛騎兵連隊長、東宮御用掛、皇太子殿下武料御教育掛などを務め、1914年5月11日、陸軍少将に昇進と同時に予備役に編入された。
1917年6月2日、貴族院議員補欠選挙で男爵議員に選出され、公正会に属し死去するまで在任。その他、東京府荏原郡大井町長、荏原郡町村長会会長などを務めた。

## 栄典
位階
- 1914年（大正3年）6月10日 - 従三位[7]

勲章
- 1905年（明治38年）5月30日 - 勲四等瑞宝章[8]

## 親族
- 妻：賢子（ますこ、養父長女）・温子（よしこ、大久保誠知長女）・いく（江口政之助妹）[1]
- 長男：長臣（男爵）[1]
- 長女：霽子（徳川誠の妻）[1]
- 二男：長光（広島高等学校教授）[1][2]
  - 妻：盛子（徳富猪一郎五女）[1]
- 二女：隆子（松平文友の妻）[1]
- 三男：長元
- 四男：長敏
- 五男：長朋
- 六男：長博
- 七男：長信（養子、堀野家）
- 弟：田中酉熊（海軍教授）[2]